# Apistobranchus tenuis
Apistobranchus tenuis är en ringmaskart som beskrevs av Orrhage 1962. Apistobranchus tenuis ingår i släktet Apistobranchus och familjen Apistobranchidae. Arten är reproducerande i Sverige. Inga underarter finns listade i Catalogue of Life.